# Dominique Voynet
Dominique Voynet (født 4. november 1958 i Montbéliard i Doubs er en fransk grøn politiker.
I 1984–2010 var Dominique Voynet medlem af det grønne parti. Fra 2010 er hun medlem af EELV. 

## Præsidentkandidat
Dominique Voynet var kandidat for det grønne parti ved præsidentvalgene i 1995 og 2007. 
Ved valget i 2012 var Dominique Voynet talsperson for den norsk fødte præsidentkandidat Eva Joly.

## Medlem af Europa-Parlamentet
Dominique Voynet var medlem af Europa-Parlamentet fra 13. november til 11. december 1991. Her tilsluttede hun sig Gruppen De Grønne i Europa-Parlamentet.  

## Medlem af Nationalforsamlingen
I 1997 blev Dominique Voynet valgt til Nationalforsamlingen som repræsentant for Juras 3. kreds. Da hun senere på året blev miljøminister, overlod hun pladsen til sin suppleant.

## Miljøminister
Dominique Voynet var medlem af Lionel Jospin's regering i 1997–2001. Hun var minister for fysisk planlægning og miljø.

## Senator
Fra 2004 til 2011 var Dominique Voynet medlem af Senatet som repræsentant for Seine-Saint-Denis.

## Poster i Franche-Comté
Fra 1989 til 2004 var Dominique Voynet medlem af byrådet i Dole (den tidligere hovedstad i Franche-Comté).
I 1992–1994 var hun medlem af regionsrådet for Franche-Comté, og i 1998–2004 repræsenterede hun Cantonen Dole-Nord-Est i departementsrådet for Jura.

## Borgmester i Montreuil
Fra 2008 til 2014 var Dominique Voynet borgmester i en forstad til Paris (Montreuil-sous-bois i Seine-Saint-Denis).